# B-Aゲージ

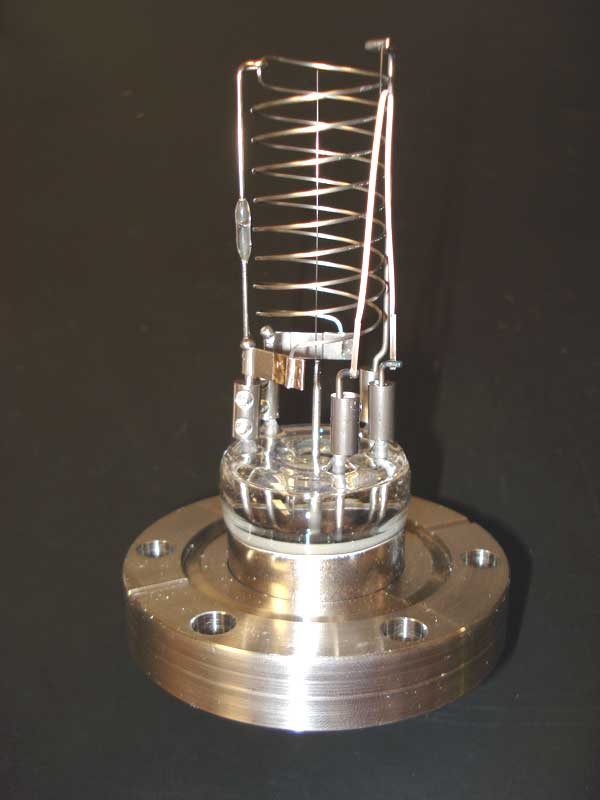
B-Aゲージ

B-Aゲージ（びーえーげーじ、英語：Bayard-Alpert hot cathode ionization gauge）又はベアード・アルパート真空計は真空中で圧力を測定する計測機器である。原理は電離真空計と同一であるが、電離真空計の超高真空側の測定下限はフィラメントから放射される軟X線による光電効果によって集イオン電極（コレクタ）に流れ込む測定電流が影響を受けることによる。
そのためB-Aゲージではコレクタを針状にして軟X線を受ける面積を減らし、電離真空計のフィラメントとコレクタを逆転させた構造を持つ。
このゲージが発表される1950年より前は、10−6Pa以下を測定できる真空計が存在しなかった。そのため、当時は「1×10−6Pa台以下を人工的に作るのは不可能なのでは無いか」と考える真空技術者もいた。
測定範囲は1×10−2から1×10−8Pa程度のものが多い。